# Gibely
Gibely (szlovákul: Zálesie, korábban Gibeľ, németül: Giebel) község Szlovákiában, az Eperjesi kerületben, a Késmárki járásban.

## Fekvése
Késmárktól 20 km-re északra, Szepesófalutól 7 km-re délkeletre, a Szepesi-Magura nyugati lábánál, a Gibelyi-patak partján fekszik.

## Története
1612-ben soltész általi telepítéssel jött létre. Horváth György a csorsztini és novotargi uradalomból érkezett lengyelekkel telepítette be a vlach jog alapján. Eredetileg Nedec várának jobbágyfaluja volt. Lakói mezőgazdasággal és erdei munkákkal foglalkoztak. A 17. század végén Thököly Imre zálogbirtokul a nyitrai püspöknek adta. Később a Horváth-Palocsay család birtoka volt. 1787-ben 43 házában 323 lakos élt. Szlovák lakosai uraik visszaélése miatt 1794-ben panaszlevéllel fordultak a hatóságokhoz.
A 18. század végén Vályi András így ír róla: „GIBELY. Tót falu, Szepes Vármegyében, főldes Ura B. Splényi, vagy Spilenberg Uraság, lakosai katolikusok, fekszik az alsó járásban, Mátyásfalvának szomszédságában, mellynek filiája. Mivel mind a’ két féle fáján kivűl, egyéb javai nem nevezetesek, malma hasznos, réttyei tűrhetők, harmadik Osztálybéli.”
1828-ban 38 háza és 286 lakosa volt.
Fényes Elek 1851-ben kiadott geográfiai szótárában így ír a faluról: „Giebely, tót falu, Szepes vmegyében, 330 kath. lak. Határa kősziklás, erdős. Legelője jó és elég. F. u. b. Palocsay Horváth. Ut. p. Lőcse.”
A 19. század végétől sok lakója vándorolt ki a tengerentúlra. A trianoni diktátumig Szepes vármegye Szepesófalui járásához tartozott.
Lakosainak száma ma is egyre fogy, lakói a környékbeli ipari üzemekben dolgoznak, illetve a turizmusból élnek.

## Népessége
| Év:            | 1994. | 2004.   | 2014.    | 2024.   |
| -------------- | ----- | ------- | -------- | ------- |
| Emberek száma: | 96    | 104     | 87       | 83      |
| Eltérés:       |       | +8,33 % | -16,34 % | -4,59 % |

| Év:            | 2023. | 2024.   |
| -------------- | ----- | ------- |
| Emberek száma: | 80    | 83      |
| Eltérés:       |       | +3,75 % |

1910-ben 164, túlnyomórészt szlovák lakosa volt.
2001-ben 93 szlovák lakosa volt.
2011-ben 84 lakosából 77 szlovák.

## Nevezetességei
- Szűz Máriának és Szent Józsefnek szentelt kápolnája a korábbi templom helyén épült a 19. században.
- A faluban sok egyedi építésű régi faház maradt fenn.